# Eredivisie (vrouwenhandbal) 2019/20
De Eredivisie is de hoogste afdeling van het Nederlandse handbal bij de vrouwen op landelijk niveau. Het seizoen 2019/2020 werd vroegtijdig afgelast vanwege de coronacrisis in Nederland.
Voor aanvang van het seizoen trok Morrenhof Jansen/Dalfsen uit de eredivisie. Hierdoor kwam er een plek vrij. Garage Kil/Volendam pakte als nummer 2 van de eerste divisie deze plek in van Dalfsen.

## Gevolgen van de coronacrisis in Nederland
Nadat eerder alle wedstrijden tussen 12 en 22 maart 2020 waren afgelast, heeft op 24 maart het bondsbestuur van het NHV, alle competities voor het seizoen 2019/2020 als beëindigd verklaard. De belangrijkste consequenties waren dat de standen op 10 maart, de dag waarop de laatste wedstrijden zijn gespeeld, als de eindstanden golden, en dat er voor dit seizoen geen reglementaire promotie/degradatie bestond. Zelfs niet voor ploegen die dachten al zeker te zijn van promotie of degradatie, daar tegenover een promoverende ook een degraderende ploeg staat en veelal, zoniet altijd, beide nog niet bekend waren. Dit als gevolg van de op 23 maart door het kabinet genomen aangescherpte maatregelen in verband met de coronacrisis in Nederland waardoor er zeker tot 1 juni geen verdere wedstrijden meer gespeeld konden worden.
Hieronder wordt de situatie getoond zoals deze op 10 maart 2020 bestond, inclusief hetgeen dat in de planning stond. Voor de duidelijkheid, het ingeplande is definitief afgelast en de standen zijn als de eindstanden bepaald.

## Opzet
In het seizoen 2020/21 wordt de eredivisie met twee teams, van tien naar twaalf, uitgebreid. Tegelijkertijd wordt de eerste divisie met twee teams, van veertien naar twaalf, teruggebracht. Daardoor wordt dit seizoen een soort tussenjaar met een gewijzigde opzet.
- Er wordt eerst een volledige competitie gespeeld. Daarna worden de teams in twee poules opgedeeld. De zes hoogst geëindigde ploegen gaan verder in de zogenaamde kampioenspoule en de vier laagst geëindigde ploegen in de zogenaamde degradatiepoule.
- De vier ploegen in de degradatiepoule spelen onderling een volledige competitie waarbij de nummer 7 uit de reguliere competitie met 4 bonus/startpunten begint en, dit zo aflopend tot, 1 startpunt voor de nummer 10 uit de reguliere competitie.
- De ploeg die in de degradatiepoule als laatste eindigt, degradeert rechtstreeks naar de eerste divisie. In tegenstelling tot vorig seizoen, handhaaft de ploeg die als een-na-laatste eindigt zich zonder meer.
- De zes ploegen in de kampioenspoule beslissen in drie ronden, volgens het knock-outsysteem, wie zich Nederlands kampioen mag noemen. De twee hoogst geklasseerde teams uit de reguliere competitie zijn vrijgesteld van het spelen van de eerste ronde. In de eerste en tweede ronde wordt een best-of-two gespeeld waarbij het team dat in de reguliere competitie als hoogste is geëindigd, de tweede wedstrijd thuis speelt.
- De finale (derde ronde) is een best-of-three waarbij de ploeg die in de reguliere competitie als hoogste is geëindigd, de eerste en, indien nodig, derde wedstrijd thuis speelt.

Er degradeert dus één ploeg. Vanwege de uitbreiding in het volgend seizoen, promoveren er drie ploegen vanuit de eerste divisie.

## Teams
| Ploeg                         | Plaats     | Provincie     | Trainer(s)          | Hal            |
| ----------------------------- | ---------- | ------------- | ------------------- | -------------- |
| Borhave                       | Borne      | Overijssel    | Herman Keppels      | 't Wooldrik    |
| Boer'n Trots Kaas/DSVD        | Deurningen | Overijssel    | Jildou Dijkstra     | 't Hoge Vonder |
| Quintus                       | Kwintsheul | Zuid-Holland  | René Zwinkels       | Eekhout Hal    |
| Westfriesland/SEW             | Nibbixwoud | Noord-Holland | Arthur Langedijk    | De Bloesem     |
| Geonius/V&L                   | Geleen     | Limburg       | Edwin Janssen       | Glanerbrook    |
| Cabooter Group/HandbaL Venlo  | Venlo      | Limburg       | Robin Gielen        | Craneveld      |
| OTTO Work Force/VOC Amsterdam | Amsterdam  | Noord-Holland | Ricardo Clarijs     | Elzenhagen     |
| Garage Kil/Volendam           | Volendam   | Noord-Holland | Ruud van den Broeck | Opperdam       |
| Fit & Fun/Voorwaarts          | Twello     | Gelderland    | Maurice Feringa     | Jachtlust      |
| JuRo Unirek/VZV               | 't Veld    | Noord-Holland | Rolf Schulte        | 't Zijveld     |

## Reguliere competitie

### Stand
| Pos | Team                          | Wed | W  | G | V  | Ptn | DV  | DT  | +/−  | Opmerking            |
| --- | ----------------------------- | --- | -- | - | -- | --- | --- | --- | ---- | -------------------- |
| 1   | OTTO Work Force/VOC Amsterdam | 18  | 15 | 2 | 1  | 32  | 620 | 478 | +142 | Naar kampioenspoule  |
| 2   | Cabooter Group/HandbaL Venlo  | 18  | 15 | 2 | 1  | 32  | 598 | 464 | +134 | Naar kampioenspoule  |
| 3   | JuRo Unirek/VZV               | 18  | 15 | 0 | 3  | 30  | 530 | 427 | +103 | Naar kampioenspoule  |
| 4   | Quintus                       | 18  | 8  | 2 | 8  | 18  | 429 | 421 | +8   | Naar kampioenspoule  |
| 5   | Westfriesland/SEW             | 18  | 7  | 1 | 10 | 15  | 453 | 521 | −68  | Naar kampioenspoule  |
| 6   | Borhave                       | 18  | 5  | 3 | 10 | 13  | 426 | 470 | −44  | Naar kampioenspoule  |
| 7   | Geonius/V&L                   | 18  | 5  | 3 | 10 | 13  | 490 | 543 | −53  | Naar degradatiepoule |
| 8   | Garage Kil/Volendam           | 18  | 5  | 1 | 12 | 11  | 463 | 518 | −55  | Naar degradatiepoule |
| 9   | Fit & Fun/Voorwaarts          | 18  | 5  | 1 | 12 | 11  | 457 | 523 | −66  | Naar degradatiepoule |
| 10  | Boer'n Trots Kaas/DSVD        | 18  | 2  | 1 | 15 | 5   | 432 | 533 | −101 | Naar degradatiepoule |

### Uitslagen
| Thuis \ Uit                   | BOR   | DSV   | QUI   | SEW   | V&L   | VEN   | VOC   | VOL   | VOO   | VZV   |
| ----------------------------- | ----- | ----- | ----- | ----- | ----- | ----- | ----- | ----- | ----- | ----- |
| Borhave                       |       | 23–21 | 26–23 | 25–29 | 30–19 | 19–27 | 25–36 | 20–20 | 24–23 | 25–28 |
| Boer'n Trots Kaas/DSVD        | 17–20 |       | 21–28 | 29–23 | 25–22 | 19–34 | 24–35 | 32–37 | 24–26 | 28–32 |
| Quintus                       | 22–19 | 20–20 |       | 26–20 | 32–25 | 24–24 | 27–28 | 22–23 | 16–24 | 19–23 |
| Westfriesland/SEW             | 25–16 | 28–26 | 23–29 |       | 28–28 | 24–37 | 25–40 | 21–18 | 27–25 | 25–35 |
| Geonius/V&L                   | 31–31 | 31–26 | 23–24 | 27–26 |       | 29–40 | 26–29 | 30–29 | 36–25 | 24–35 |
| Cabooter Group/HandbaL Venlo  | 32–26 | 34–22 | 31–27 | 37–31 | 43–30 |       | 24–28 | 32–26 | 43–29 | 27–25 |
| OTTO Work Force/VOC Amsterdam | 30–30 | 44–31 | 26–21 | 48–27 | 41–29 | 33–33 |       | 31–27 | 35–22 | 32–23 |
| Garage Kil/Volendam           | 30–26 | 34–21 | 17–23 | 25–28 | 19–32 | 26–33 | 26–41 |       | 20–33 | 20–26 |
| Fit & Fun/Voorwaarts          | 26–21 | 27–25 | 24–27 | 19–22 | 30–30 | 22–39 | 28–37 | 30–36 |       | 23–34 |
| JuRo Unirek/VZV               | 31–20 | 35–21 | 24–19 | 31–21 | 30–18 | 24–28 | 30–26 | 37–30 | 27–21 |       |

## Nacompetitie

### Degradatiepoule
>> Volledig afgelast, het getoonde is de oorspronkelijke planning. Reeds gespeelde wedstrijden worden genegeerd. <<

#### Stand
| Pos | Team                   | Wed | W | G | V | Ptn | DV | DT | +/− | Opmerking                                           |
| --- | ---------------------- | --- | - | - | - | --- | -- | -- | --- | --------------------------------------------------- |
| 1   | Geonius/V&L            | 2   | 1 | 1 | 0 | 7   | 59 | 49 | +10 |                                                     |
| 2   | Garage Kil/Volendam    | 2   | 1 | 0 | 1 | 5   | 47 | 55 | −8  |                                                     |
| 3   | Fit & Fun/Voorwaarts   | 2   | 1 | 0 | 1 | 4   | 59 | 54 | +5  |                                                     |
| 4   | Boer'n Trots Kaas/DSVD | 2   | 0 | 1 | 1 | 2   | 45 | 52 | −7  | Speelt volgend seizoen in de eerste divisie 2020/21 |

#### Programma/uitslagen
| Thuis \ Uit            | DSV    | V&L    | VOL    | VOO    |
| ---------------------- | ------ | ------ | ------ | ------ |
| Boer'n Trots Kaas/DSVD |        | 22–22  | 18 apr | 14 mrt |
| Geonius/V&L            | 4 apr  |        | 25 apr | 37–27  |
| Garage Kil/Volendam    | 30–23  | 14 mrt |        | 4 apr  |
| Fit & Fun/Voorwaarts   | 25 apr | 18 apr | 32–17  |        |

### Kampioenspoule
>> Volledig afgelast, het getoonde is de oorspronkelijke planning. Reeds gespeelde wedstrijden worden genegeerd. <<

#### Ronde 1

##### A
| Pos | Team            | Wed | W | G | V | Ptn | DV | DT | +/− | Opmerking                         |  | VZV   | BOR   |
| --- | --------------- | --- | - | - | - | --- | -- | -- | --- | --------------------------------- |  | ----- | ----- |
| 1   | JuRo Unirek/VZV | 2   | 2 | 0 | 0 | 4   | 54 | 39 | +15 | Speelt verder voor plaats 1 t/m 4 |  |       | 30–21 |
| 2   | Borhave         | 2   | 0 | 0 | 2 | 0   | 39 | 54 | −15 | Speelt verder voor plaats 5 en 6  |  | 18–24 |       |

##### B
| Pos | Team              | Wed | W | G | V | Ptn | DV | DT | +/− | Opmerking                         |  | SEW   | QUI   |
| --- | ----------------- | --- | - | - | - | --- | -- | -- | --- | --------------------------------- |  | ----- | ----- |
| 1   | Westfriesland/SEW | 2   | 2 | 0 | 0 | 4   | 46 | 42 | +4  | Speelt verder voor plaats 1 t/m 4 |  |       | 25–23 |
| 2   | Quintus           | 2   | 0 | 0 | 2 | 0   | 42 | 46 | −4  | Speelt verder voor plaats 5 en 6  |  | 19–21 |       |

#### Ronde 2

##### C
| Pos | Team                          | Wed | W | G | V | Ptn | DV | DT | +/− | Opmerking                               |  | SEW   | VOC    |
| --- | ----------------------------- | --- | - | - | - | --- | -- | -- | --- | --------------------------------------- |  | ----- | ------ |
| 1   | Westfriesland/SEW             | 0   | 0 | 0 | 0 | 0   | 0  | 0  | 0   | Speelt best-of-three voor de landstitel |  |       | 14 mrt |
| 2   | OTTO Work Force/VOC Amsterdam | 0   | 0 | 0 | 0 | 0   | 0  | 0  | 0   | Speelt verder voor plaats 3 en 4        |  | 4 apr |        |

##### D
| Pos | Team                         | Wed | W | G | V | Ptn | DV | DT | +/− | Opmerking                               |  | VEN    | VZV   |
| --- | ---------------------------- | --- | - | - | - | --- | -- | -- | --- | --------------------------------------- |  | ------ | ----- |
| 1   | Cabooter Group/HandbaL Venlo | 0   | 0 | 0 | 0 | 0   | 0  | 0  | 0   | Speelt best-of-three voor de landstitel |  |        | 4 apr |
| 2   | JuRo Unirek/VZV              | 0   | 0 | 0 | 0 | 0   | 0  | 0  | 0   | Speelt verder voor plaats 3 en 4        |  | 14 mrt |       |

##### E
| Pos | Team    | Wed | W | G | V | Ptn | DV | DT | +/− | Opmerking                   |  | BOR   | QUI    |
| --- | ------- | --- | - | - | - | --- | -- | -- | --- | --------------------------- |  | ----- | ------ |
| 1   | Borhave | 0   | 0 | 0 | 0 | 0   | 0  | 0  | 0   | 5de in de eindrangschikking |  |       | 15 mrt |
| 2   | Quintus | 0   | 0 | 0 | 0 | 0   | 0  | 0  | 0   | 6de in de eindrangschikking |  | 4 apr |        |

#### Ronde 3

##### F
| Pos | Team | Wed | W | G | V | Ptn | DV | DT | +/− | Opmerking                   |  | VC | VD |
| --- | ---- | --- | - | - | - | --- | -- | -- | --- | --------------------------- |  | -- | -- |
| 1   | VC   | 0   | 0 | 0 | 0 | 0   | 0  | 0  | 0   | 3de in de eindrangschikking |  |    |    |
| 2   | VD   | 0   | 0 | 0 | 0 | 0   | 0  | 0  | 0   | 4de in de eindrangschikking |  |    |    |

##### Best-of-three
>> Volledig afgelast, het getoonde is de oorspronkelijke planning. <<
| 25-26 april 2020 | WC | – | WD |  |
| 25-26 april 2020 |    |   |    |  |
| 25-26 april 2020 |    |   |    |  |

| 2-3 mei 2020 | WD | – | WC |  |
| 2-3 mei 2020 |    |   |    |  |
| 2-3 mei 2020 |    |   |    |  |

| 9-10 mei 2020 | WC | – | WD |  |
| 9-10 mei 2020 |    |   |    |  |
| 9-10 mei 2020 |    |   |    |  |

## Einduitslag
De einduitslag is op basis van de stand van de reguliere eredivisie competitie. Conform het besluit van het bondsbestuur van het NHV heeft er geen promotie en degradatie plaatsgevonden. Alle ploegen die dit seizoen in de eredivisie uitkwamen, zullen dat volgend seizoen ook weer doen.
| 01. | OTTO Work Force/VOC Amsterdam | - Geen Europees handbal |
| 02. | Cabooter Group/HandbaL Venlo  | - Geen Europees handbal |
| 03. | JuRo Unirek/VZV               | - European Cup          |
| 04. | Quintus                       | - Geen Europees handbal |
| 05. | Westfriesland/SEW             | - European Cup          |
| 06. | Borhave                       |                         |
| 07. | Geonius/V&L                   |                         |
| 08. | Garage Kil/Volendam           |                         |
| 09. | Fit & Fun/Voorwaarts          |                         |
| 10. | Boer'n Trots Kaas/DSVD        |                         |